# 埃德加·威爾遜獎
埃德加·威爾遜獎（Edgar Wilson Award）是1998年設立的年度國際獎項，每年頒發獎金和獎牌給業餘彗星發現者。它由史密松天体物理台透過國際天文學聯合會天文電報中央局管理。

## 起源
埃德加·威爾遜是一位居住在美國肯塔基州列克星敦的美國商人。1976年他去世後，埃德加·威爾遜慈善信託基金成立，並根據他的遺贈條款分配獎金。